# Fozzano
Fozzano település Franciaországban, Corse-du-Sud megyében. Lakosainak száma 207 fő (2022. január 1.). Fozzano Arbellara, Loreto-di-Tallano, Olmeto, Petreto-Bicchisano, Santa-Maria-Figaniella és Viggianello községekkel határos.

## Népesség
A település népességének változása:
| Lakosok száma | 150  | 182  | 152  | 198  | 194  | 206  | 209  | 205  | 209  | 207  |
|               | 1968 | 1982 | 1990 | 2006 | 2013 | 2015 | 2017 | 2019 | 2020 | 2022 |